# Odontophloeus kesseli
Odontophloeus kesseli is een keversoort uit de familie dwergschorskevers (Laemophloeidae). De wetenschappelijke naam van de soort werd in 1928 gepubliceerd door Alfred Hetschko.